# Rosa Sels
Rosa Sels (Vorselaar, 4 d'agost de 1937) va ser una ciclista belga que va combinar la carretera amb el ciclisme en pista. Va aconseguir tres medalles als Campionats del Món en ruta.
Els seus germans Edward i Karel també es van dedicar al ciclisme.

## Palmarès en ruta
- 1960
  -  Campiona de Bèlgica en ruta